# Franz von Sonnleithner
Franz Edler von Sonnleithner (* 1. Juni 1905 in Salzburg; † 18. April 1981 in Ingelheim am Rhein) war Vertreter des Auswärtigen Amts im Führerhauptquartier bei Adolf Hitler.

## Leben
Der Sohn eines österreichischen Offiziers studierte Rechtswissenschaften in Wien und Innsbruck, wo er 1928 zum Dr. iur promovierte. Anschließend war er Polizeikommissar zunächst in Wien und später in Salzburg. Danach war er im Bundeskanzleramt in Wien tätig.
Wegen seines Eintretens für einen Anschluss Österreichs an das Deutsche Reich und seiner illegalen Aktivitäten für die in Österreich verbotene NSDAP, in die er am 4. Mai 1932 eingetreten war (Mitgliedsnummer 904.966), wurde Sonnleithner am 26. September 1934 in Wien verhaftet und 1936 wegen Hochverrats und Missbrauchs der Amtsgewalt verurteilt. Er wurde am 12. Februar 1938 amnestiert, als Folge des Berchtesgadener Abkommens.
Bereits am 2. Dezember 1938 wurde er in das Auswärtige Amt berufen, in dem er seine Karriere ausbauen konnte. Am 9. März 1939 wurde er Legationsrat und am 13. Juli 1940 zum Legationsrat Erster Klasse ernannt. Später arbeitete er im persönlichen Stab des Reichsaußenministers Joachim von Ribbentrop. Seit dem 18. April 1941 hatte Sonnleithner den Rang als Vortragender Legationsrat und seit dem 31. März 1943 als Gesandter 1. Klasse. Sonnleithner nahm seit März 1943 alternativ zu Walter Hewel als Vertreter des Reichsaußenministers an der Lagebesprechung im Führerhauptquartier teil, so auch am Tag des Attentats vom 20. Juli 1944, bei dem Sonnleithner unverletzt blieb.
Von April 1945 bis 1948 war er in verschiedenen amerikanischen Internierungslagern inhaftiert. Ribbentrops Verteidiger Martin Horn und Fritz Sauter versuchten ihn als Entlastungszeugen beim Nürnberger Prozess gegen die Hauptkriegsverbrecher vorzuladen, so am 26. November 1945, was vom Gericht aus Verfahrensgründen abgelehnt wurde.
Nach seiner Entlassung konnte er in der Privatindustrie von Ingelheim Fuß fassen. Bis zu seinem Tod kämpfte Sonnleithner nicht nur um seine Beamtenpension, sondern auch um seinen Ruf als Diplomat. Er behauptete, dass er das Auswärtige Amt vor einer Auflösung durch Hitler bewahrt habe.
Postum erschienen 1989 seine Aufzeichnungen. 

## Schriften
- Als Diplomat im „Führerhauptquartier“: aus dem Nachlass. Mit einem Vorwort von Reinhard Spitzy. Langen-Müller, München 1989, ISBN 3-7844-2267-5.